# Watts Towers

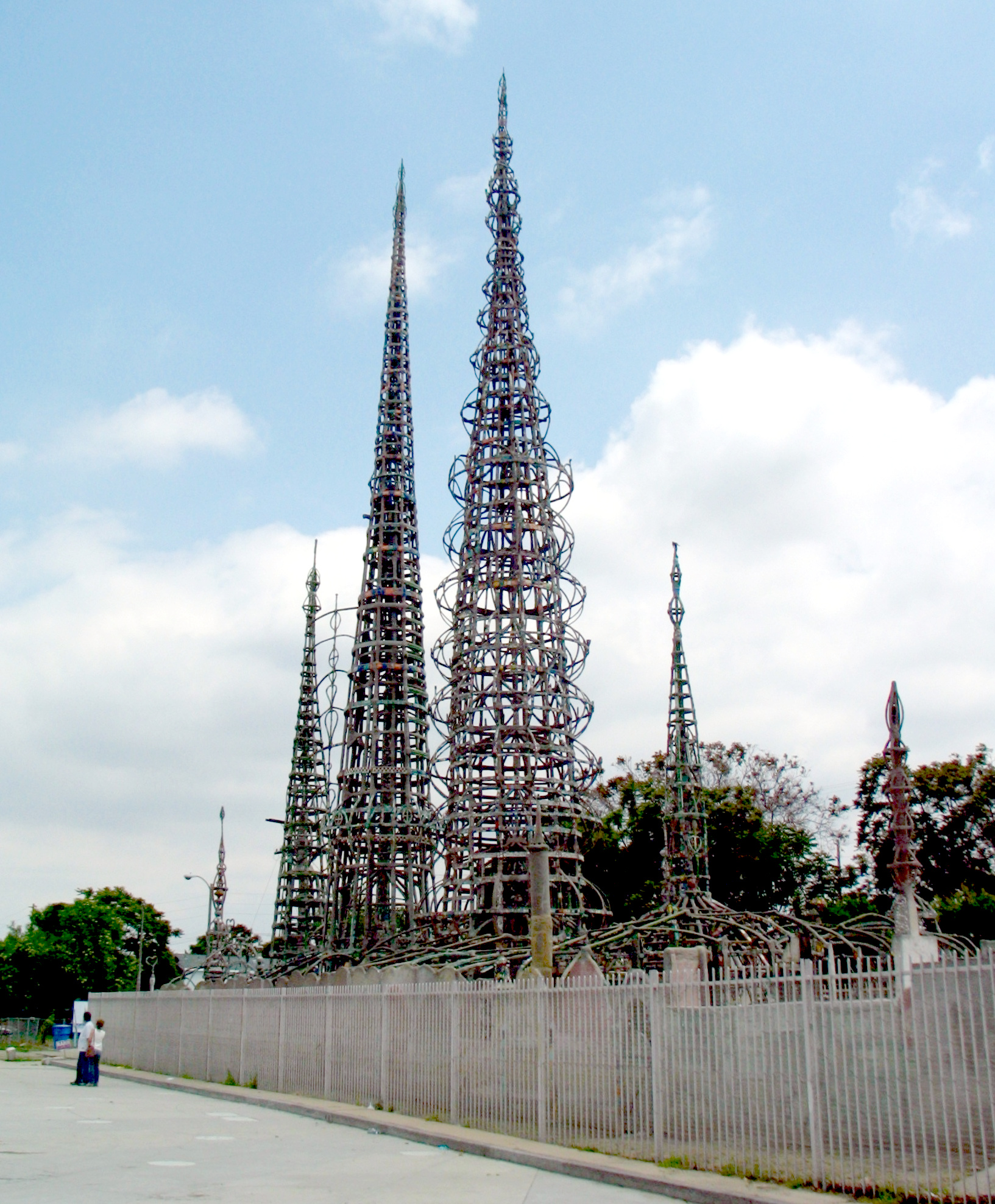
Watts Towers.

Las Watts Towers, Torres de Simon Rodia, o Nuestro Pueblo son una colección de 17 torres interconectadas, arquitecturalmente estructuras, y esculturas individuales en las que se destacan mosaicos en el sitio en el que originalmente residía el artista en Watts (Los Ángeles). El sitio entero de las torres, las  estructuras, esculturas, el pavimento y los muros fueron diseñadas y construidas por Sabato ("Simon") Rodia (1879–1965), un inmigrante italiano y obrero de construcción y fabricante de azulejos, durante un período de 33 años entre 1921 a 1954. La altura de las torres es de 99,5 pies (30,3 m). Las torres son un ejemplo de arte marginal (o Art Brut) y del naïve art italoestadounidense.
Las Watts Towers fueron designadas Hito Histórico Nacional (National Historic Landmark) e Hito Histórico de California (California Historical Landmark) en 1990. Además están registradas como Monumento Histórico Cultural de Los Ángeles (Los Angeles Historic-Cultural Monument), y es uno de los nueve sitios de folk art en el listado de lugares históricos Los Ángeles.
The Watts Towers están a una milla de la estación 103rd Street/Watts Towers y de la Línea Azul del Metro de Los Ángeles.